# Frederick George Jackson
Frederick George Jackson (6. března 1860, Alcester – 13. března 1938, Londýn) byl britský polární průzkumník známý svou expedicí do země Františka Josefa, kde nalezl po tři roky nezvěstnou expedici polárníka Fridtjofa Nansena.
Narodil se v Alcesteru v anglickém Warwickshiru jako syn George Fredericka a Mary Elizabeth Jacksonové. Vzdělání získal na Denstone College ve Staffordshiru a na Edinburské univerzitě. První cestu do Arktidy podnikl na velrybářské lodi v letech 1886–1887 a v roce 1893 projel na saních 4 800 km dlouhou cestu po Sibiři mezi řekami Ob a Pečora. Cestopis z této výpravy vydal pod názvem The Great Frozen Land v roce 1895.
Po návratu ze Sibiře se stal velitelem Jackson–Harmsworthovy arktické expedice v letech 1894–1897 podporované Královskou geografickou společností. Jejím cílem byl průzkum souostroví země Františka Josefa. Během cesty se dne 17. června 1896 náhodně setkal s norskými polárníky Fridtjofem Nansenem a Hjalmarem Johansenem, kteří byli již tři roky pohřešovaní a považovaní za mrtvé. Oba muži se na kajacích pokoušeli doplout na Špicberky. Jackson je informoval, že se ve skutečnosti nacházejí na zemi Františka Josefa a umožnil jim odplout na lodi Windward do vlasti. Jacksonova expedice potom na souostroví přezimovala a prokázala, že s výjimkou ostrovů se v oblasti nenachází žádná větší pevnina. Popis expedice vyšel v knize A Thousand Days in the Arctic. Za své objevy získal norský královský řád svatého Olafa 4. třídy (1898) a zlatou medaili Pařížské geografické společnosti (1899).
Jako voják sloužil v Jižní Africe během druhé búrské války, kde dosáhl hodnosti kapitána, a během první světové války byl povýšen na majora.
F. G. Jackson zemřel v Londýně a byl pohřben na hřbitově na předměstí Easthampstead města Bracknell v Berkshiru. Na jeho počest byl pojmenován Jacksonův ostrov v Zemi Františka Josefa.